# Медаль «80 лет белорусской милиции»
Медаль «80 лет белорусской милиции» — юбилейная медаль республики Беларусь учреждённая Указом Президента республики Беларусь от 31 января 1997 года.

## Положение о медали

### Основания для награждения
Медаль «80 лет белорусской милиции» предназначается для награждения:
- лиц начальствующего и рядового состава милиции, достигших значительных результатов в служебной деятельности;
- лиц начальствующего и рядового состава других служб и подразделений МВД, военнослужащих внутренних войск (за исключением военнослужащих срочной службы), активно способствующих органам милиции в их деятельности;
- лиц начальствующего состава, уволенных из органов внутренних дел в запас или отставку с выслугой 20 и более лет;
- граждан Республики Беларусь, оказывающих активное содействие милиции в выполнении возложенных на неё задач;
- иностранных граждан, активно способствующих развитию и укреплению связей между правоохранительными органами.

### Правила ношения
Медаль «80 лет белорусской милиции» носится на левой стороне груди. Если есть другие государственные медали, в том числе бывшего СССР, то «80 лет белорусской милиции» располагается после них.

## Описание медали
Медаль «80 лет белорусской милиции» изготавливается из томпака и имеет форму круга диаметром 32 мм. Края медали окаймлены выпуклым бортиком с обеих сторон.

На лицевой стороне помещено изображение звезды, в средней и нижней части которой изображён щит с матовой поверхностью и рельефной надписью «80 лет».

Оборотная сторона

В нижней части медали по окружности — рельефное изображение дубовых ветвей.
На оборотной стороне медали по окружности надпись: «В ознаменование восьмидесятой годовщины», в центре — «белорусской милиции» и дата «1917–1997», вверху — изображение Государственного герба Республики Беларусь, внизу — маленькой пятиконечной звёздочки.